# Travis Tomko
Travis David Tomko (né le 23 mars 1976 à Jacksonville) aussi connu sous le nom de ring de Tyson Tomko est un catcheur (lutteur professionnel) américain. Il est principalement connu pour son travail à la World Wrestling Entertainment (WWE) de 2002 à 2006 puis à la Total Nonstop Action Wrestling (TNA) de 2006 à 2008.
Tomko commence sa carrière dans des petites fédérations de Floride avant de signer un contrat avec la WWE en 2002. Il rejoint alors l'Ohio Valley Wrestling pour parfaire son apprentissage avant d'apparaitre dans les émissions télévisés de la WWE au printemps 2004.

## Carrière de catcheur

### Entraînement et débuts en Floride (1999-2002)
Tomko s'est entraîné auprès d'Hack Myers (en) et commence sa carrière de catcheur sur le circuit indépendant en Floride.

### World Wrestling Entertainment (2002–2006)

#### Passage à l'Ohio Valley Wrestling(2002-2004)
Tomko signe un contrat avec la World Wrestling Entertainment en 2002 qui l'envoie à l’Ohio Valley Wrestling (OVW). Il prend le nom de Travis Bane et intègre le clan The Disciples Of Synn avec Leviathan et Seven. Le 5 mars 2003, il fait équipe avec Seven et ils remportent le championnat par équipes du Sud de l'OVW après leur victoire face à Lance Cade et René Duprée. Leur règne prend fin le 10 avril après leur défaite face à Acolytes Protection Agency (Bradshaw et Faarooq).

#### Garde du corps de Christian et Trish Stratus
À partir de juillet 2003, Travis Tomko fait ponctuellement des passages à la WWE en luttant dans des combats non télévisé avant l'enregistrement d'émission.
Il fait sa première apparition télévision de la WWE le 19 avril 2004 à Raw. Ce jour-là, il intervient dans le match opposant Chris Jericho à Christian en faveur de ce dernier. On le prénomme alors « The Problem Solver » surnom et gimmick qui le suivent encore aujourd’hui. Il sert d’Enforcer pour Christian et sa « fausse » copine, Trish Stratus, dans la feud qui les oppose à Jericho. Il lutte très peu souvent et son rôle est surtout d’assurer la victoire à ses clients.
Lorsque Christian doit s’absenter à cause d’une blessure au dos, Tomko accompagne Trish Stratus et l’aide à prendre l’avantage dans ses feuds contre Jericho, Victoria et Steven Richards, entre autres. Le duo fera également équipe à l’occasion dans des combats mixtes. Au retour de Christian, il retrouve son rôle d'Enforcer à ses côtés et il restera avec ce dernier même lorsque Trish quittera Christian (à l'écran).
Sa gimmick n’évolue pas vraiment quoique lorsque Christian devient de plus en plus "tête enflée" on le voit souvent rouler des yeux ou bouger la tête quand Christian l’implique dans ses histoires à dormir debout. Le duo lutte également en équipe à l’occasion et parfois Edge s’ajoute au duo créant ainsi l’illusion des retrouvailles du fameux duo E&C avec Tomko comme 3e larrons qui sert surtout de jobber.
En juin 2005, Edge, Christian et Tomko se joignent à Eric Bischoff dans sa croisade contre l’Extreme Championship Wrestling. Le tout ne sera que de courte durée, car, le 30 juin, Christian est repêché par WWE SmackDown
Maintenant seul, Tomko est présenté et vendu comme étant un "Monster heel". Il remporte tous ses combats face à des jobbers qui s’écroulent après un simple coup de botte en arrière de la tête. Il détruira à lui seul les champions du monde de la WWE de l’époque Rosey et Hurricane. Mais sa série victorieuse prendra abruptement fin devant John Cena, qui le vaincra deux fois de suite.
Il formera ensuite une équipe avec Snitsky, mais bien qu’il travaille bien ensemble, ce duo n’ira nulle part et ne recevra aucun push. En avril 2006, Tomko demande à la WWE de le libérer de son contrat prétextant vouloir lutter au Japon.

### New Japan Pro Wrestling (2006–2008)
Tomko a débuté avec la New Japan Pro Wrestling peu de temps après son départ de la WWE. Il participe au tournoi pour le titre mondial des poids lourds de l’IWGP, qui fut mis vacant par Brock Lesnar. Le 11 mars 2007, lui et Giant Bernard battent Manabu Nakanishi et Takao Omori et remportent les IWGP Tag Team Championship. Le 8 juillet, ils conservent les titres contre New Japan Dragons (Hiroshi Tanahashi et Naofumi Yamamoto).

### Total Nonstop Action Wrestling (2006–2008)

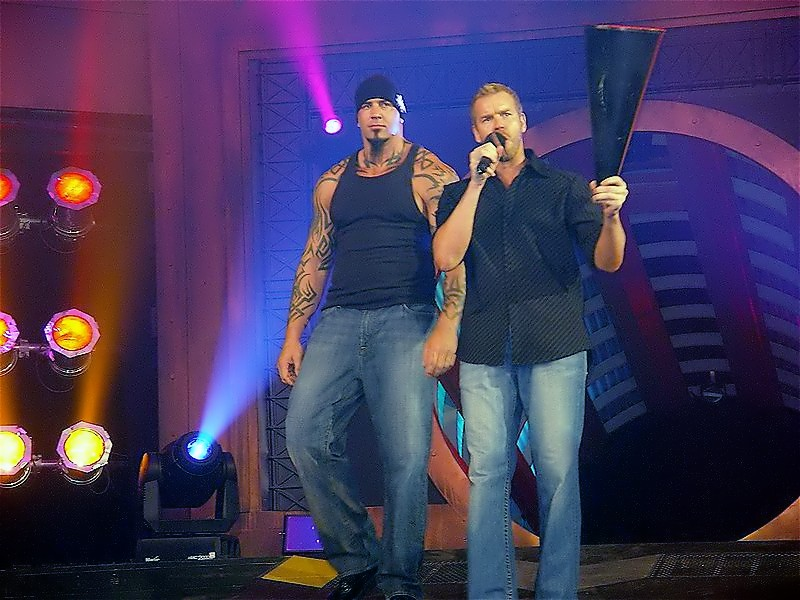
Tomko (à droite) avec Christian Cage

Il fera une entrée remarquée à la TNA et surtout très semblable à celle qu’il avait faite à la WWE. Le 23 novembre, il fait un « run in » dans un combat pour déterminer l’aspirant #1 au titre mondial de la NWA, combat qui oppose Christian Cage et Sting. Bien sûr, il s’en prend à Sting et reprend ainsi son rôle d’Enforcer auprès de Christian.
Le 11 janvier 2007, Tomko affronte le champion du monde de la NWA, Abyss. Le titre n’est pas en jeu et pour éviter des interventions de Christian, ce dernier est emprisonné dans une cage et Kurt Angle est aux abords du ring à la demande de Jim Cornette pour le surveiller. Durant le combat, Angle se bagarre avec Samoa Joe, permettant ainsi à Cage de se libérer pour attaquer ensuite Abyss, il causera la disqualification de Tomko.
1er mars, il mérite un combat de championnat face à Cage après avoir vaincu Samoa Joe.
Lors de Destination X, alors que Christian sort de sa voiture, il reçoit un télégramme de Tomko lui disant qu’il est au Japon et qu’il ne reviendra que lorsque Christian lui accordera son combat de championnat.
Lors de son retour du Japon, il se voit offrir une place dans l’équipe Cage pour affronter Team Angle lors du PPV Lockdown 2007, mais Tomko dit qu’il ne rejoindra pas l’équipe tant et aussi longtemps qu’il n’aura pas son combat de championnat.
Devant l’impasse, Jim Cornette sort et annonce qu’en Main-Event d’iMPACT! ce soir-là, un membre de l’équipe Cage affrontera un membre de l’équipe Angle. L’équipe qui remportera le combat obtiendra les services de Tomko. Abyss affronte Kurt Angle. Angle l’emporte, mais finalement Tomko signe avec Christian. Lors de Lockdown, Tomko est le 3e membre de l’équipe Cage à faire son entrée dans le combat, il sera sorti par un "Gore" de Rhino tard dans le combat.
La semaine suivante, il fait équipe avec Scott Steiner dans un combat de championnat du monde par équipe de la NWA face à Team 3D, mais ils perdent le combat. Lors de Sacrifice (2007), ils perdent contre Team 3D dans un Three Way Match qui comprenaient également The Latin American Xchange (Hernandez et Homicide) et ne remportent pas les NWA World Tag Team Championship. Après cette défaite, Rick Steiner aide son frère Scott à détruire Tomko.
Puis Tomko retourne au bercail auprès de Christian. Le 31 mai 2007, Christian coûte la victoire à Tomko dans un combat de qualification pour le King of the Mountain match de Slammiversary face à AJ Styles.
À Slammiversary, Tomko perd contre Abyss dans un combat sans disqualification après que ce dernier lui ait porté son « Black Hole Slam » sur du verre brisé.

#### Équipe avec A.J. Styles (2007)
Lors de Bound for Glory 2007, lui et A.J. Styles battent Team Pacman et remportent les TNA World Tag Team Championship. Lors de l'impact du 1er novembre, ils conservent leur titres contre 
The Latin American Xchange. Lors de Genesis 2007, ils conservent leur titres contre les Steiner Brothers (Rick et Scott Steiner). Lors de Final Resolution 2008, ils conservent les titres contre Kevin Nash et Samoa Joe. Lors de Against All Odds 2008, ils conservent les titres contre BG James et Bob Armstrong.

### Retour à la World Wrestling Entertainment et Hustle (2008–2009)
Lors du Raw du 15 décembre 2008, Tomko s'est vu donner la chance d'effectuer un match juste avant le début télévisé de l'émission contre Paul Burchill, histoire de le tester devant la foule.

### Retour à la TNA (2009-2011)
Le 19 novembre 2009, lors d'Impact!, il revient officiellement dans une entrevue avec Lauren, apparemment comme face. Il fait son retour sur le ring le 17 décembre à Impact!, où lui, AJ Styles, Kurt Angle, Abyss et Bobby Lashley gagne face à Scott Steiner, Doug Williams, Brutus Magnus, Dr. Stevie et Raven. Le 14 janvier, il effectue un Heel-Turn après avoir été révélé comme celui qui a attaqué à maintes reprises A.J. Styles pendant les mois précédents, puis dans le main event de la soirée, il perd contre A.J. Styles et ne remporte pas le TNA World Heavyweight Championship. Le 4 mars, il perd contre Jeff Jarrett. Le 22 mars, il perd contre Rob Terry et ne remporte pas le TNA Global Championship.

### Nu Wrestling Evolution (2011)
Il est parti à la Nu Wrestling Evolution où il a remporté le 1er mai 2011 le NWE World Heavyweight Champion.

## Palmarès
- New Japan Pro Wrestling

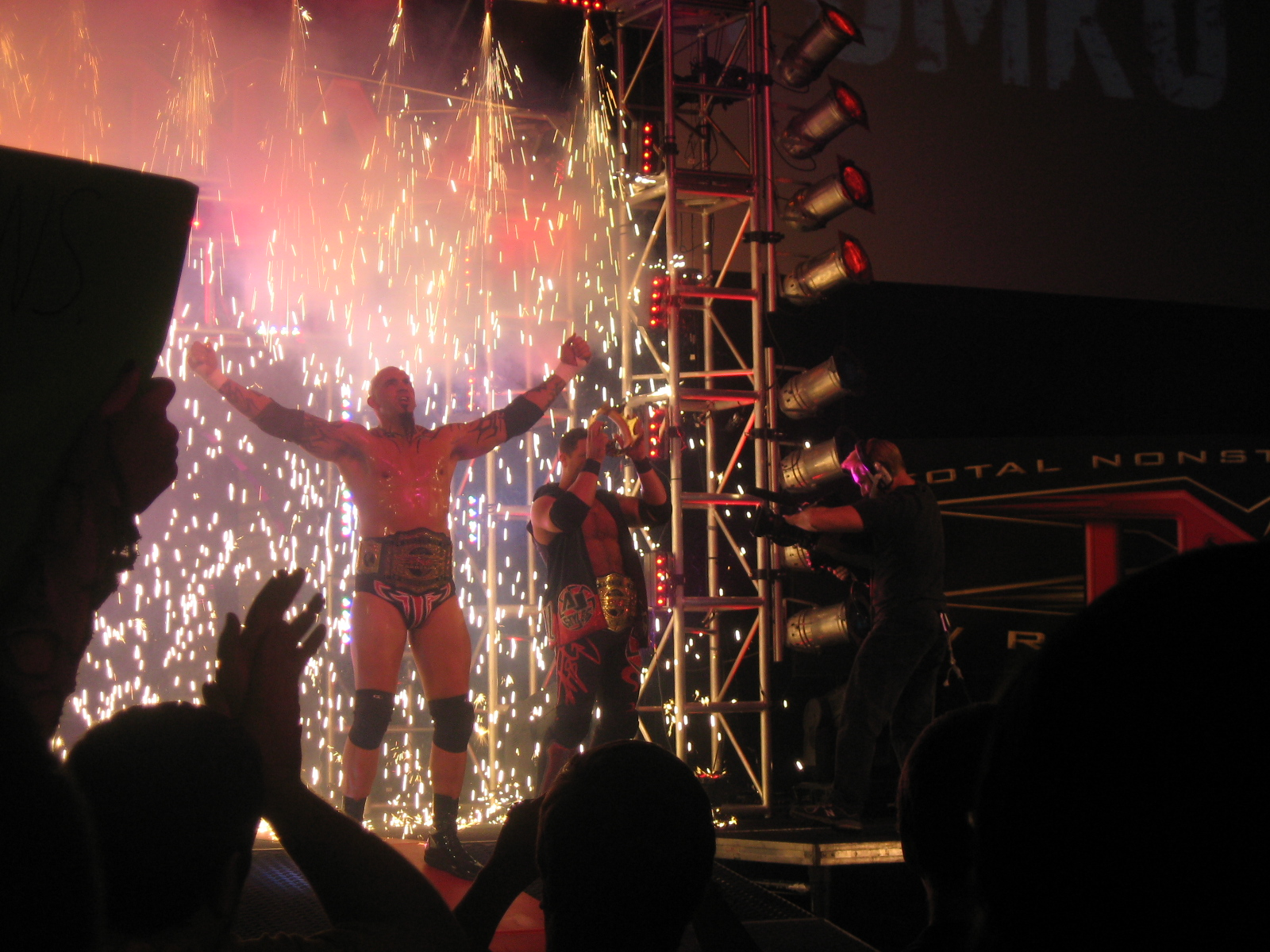
Tomko et AJ Styles en tant que TNA World Tag Team Champions.

  - 1 fois IWGP Tag Team Championship avec Giant Bernard
  - G1 Climax Tag League (2007) avec Giant Bernard[16]

- Nu Wrestling Evolution
  - 1 fois NWE World Heavyweight Champion

- Ohio Valley Wrestling
  - 1 fois OVW Southern Tag Team Championship avec Seven[17]

- Total Nonstop Action Wrestling
  - 1 fois TNA World Tag Team Championship avec A.J. Styles
  - Gauntlet for the Gold (2007) avec A.J. Styles